# يوهان موخيكا
يوهان أندريس موخيكا بالاسيو (بالإسبانية: Johan Andrés Mojica Palacio)‏ (مواليد 21 أغسطس 1992) هو لاعب كرة قدم كولومبي يلعب في مركز الظهير الأيسر مع نادي إلتشي على سبيل الإعارة من نادي جيرونا، كما يلعب مع منتخب كولومبيا لكرة القدم.

## مسيرته الدولية
تم استدعاء موخيكا للمرة الأولى للمنتخب الوطني الكولومبي في 22 مارس 2015، ويحل بديلا عن اللاعب خوان فرناندو كينتيرو في الشوط الثاني من المباراة الودية التي جمعت المنتخب الكولومبي بنظيره البحريني في 26 مارس 2015، ويسجل الهدف الخامس من سداسية لوس كافيتيروس في شباك منتخب البحرين. تم ضمه إلى تشكيلة كولومبيا المشاركة في كأس العالم 2018.

## الإحصائيات

### المنتخب
آخر تحديث 24 ديسمبر 2020.
| المنتخب الوطني | العام   | الظهور | الأهداف |
| -------------- | ------- | ------ | ------- |
| كولومبيا       | 2015    | 2      | 1       |
| كولومبيا       | 2018    | 6      | 0       |
| كولومبيا       | 2019    | 1      | 0       |
| كولومبيا       | 2020    | 4      | 0       |
| المجموع        | المجموع | 13     | 1       |

### الأهداف الدولية
قائمة الأهداف والنتائج مع منتخب كولومبيا الأول.
| #  | التاريخ      | المكان                               | الخصم   | الهدف | النتيجة | المسابقة |
| -- | ------------ | ------------------------------------ | ------- | ----- | ------- | -------- |
| 1. | 26 مارس 2015 | ستاد البحرين الوطني، الرفاع، البحرين | البحرين | 5–0   | 6–0     | ودية     |

## وصلات خارجية
- يوهان موخيكا على موقع الاتحاد الدولي (مؤرشف)  (الإنجليزية)
- يوهان موخيكا على موقع الاتحاد الأوربي (الإنجليزية)
- يوهان موخيكا على موقع قاعدة بيانات كرة القدم.إي يو (الإنجليزية)
- يوهان موخيكا على موقع ليكيب (الفرنسية)
- يوهان موخيكا على موقع ناشيونال فوتبول تيمز (الإنجليزية)
- يوهان موخيكا على موقع Soccerbase.com (لاعب) (الإنجليزية)
- يوهان موخيكا على موقع Soccerway.com (الإنجليزية)
- يوهان موخيكا على موقع عالم كرة القدم.نت (الإنجليزية)
- يوهان موخيكا على موقع AS.com (الإسبانية)
- يوهان موخيكا على موقع الاتحاد الدولي (مؤرشف)  (الإنجليزية)
- يوهان موخيكا على موقع الاتحاد الأوربي (الإنجليزية)
- يوهان موخيكا على موقع قاعدة بيانات كرة القدم.إي يو (الإنجليزية)
- يوهان موخيكا على موقع ليكيب (الفرنسية)
- يوهان موخيكا على موقع ناشيونال فوتبول تيمز (الإنجليزية)
- يوهان موخيكا على موقع Soccerbase.com (لاعب) (الإنجليزية)
- يوهان موخيكا على موقع Soccerway.com (الإنجليزية)
- يوهان موخيكا على موقع عالم كرة القدم.نت (الإنجليزية)
- يوهان موخيكا على موقع AS.com (الإسبانية)
- يوهان موخيكا  على سكروي